# Stephen Cluxton
Stephen "clucko" Cluxton (en anglais) ou Stiofán Cluxton (en irlandais) né le 17 décembre 1981 à Coolock dans le Comté de Dublin, est un joueur irlandais de football gaélique évoluant au poste de gardien de but,  Il joue pour le club de Parnells et l’équipe de Dublin GAA avec laquelle il a remporté le All-Ireland en 2011, inscrivant le point de la victoire sur un free kick dans les arrêts de jeu face à Kerry. Il est à nouveau sacré en 2013 et pour la première fois en tant que capitaine.
Cluxton est considéré comme le meilleur gardien de but de football gaélique de sa génération, et son influence sur le jeu de son équipe est capital.
Il est, chose peu courante, le tireur de "frees" attitré de son club et de son comté.

## Sa carrière sportive
Stephen Cluxton commence sa carrière inter-comté en 2001 avec le Dublin GAA, il remporte sa première distinction l'année suivante en étant nommé All star, il connaitra cette distinction à sept autres reprises en 2002, 2006, 2007, 2011, 2013, 2019, 2023.
En 2003, il est exclu par l'arbitre lors d'une rencontre comptant pour le troisième tour des qualifications du All Ireland face à Armagh GAA.
À la suite de cette expulsion, il est vivement critiqué par le manager dublinois de l'époque, Tommy Lyons, et envisage sérieusement de mettre un terme à sa carrière de footballeur gaélique pour se tourner vers une carrière de joueur professionnel de soccer avec l'équipe de première division irlandaise de St. Patrick's Athletic Football Club.
En 2007, il remporte son premier trophée inter-comté avec les dubs en s'adjugeant la O'Byrne Cup face à Laois (1-18/2-13) au O'Connor Park de Tullamore.
En avril 2011, alors qu'il participe à un match de soccer organisé à Dublin entre le club local du FC Darndale et les légendes de Liverppol FC/Manchester utd pour la lutte contre l'autisme, Cluxton est exclu du terrain à la suite d'un accrochage avec l'ancien joueur international irlandais de Liverpool, Jason McAteer.
Le 18 septembre de cette même année 2011, il inscrit le free kick de la victoire pour Dublin dans les arrêts de jeu de la 124e finale du All Ireland.
Il est nommé capitaine de l'équipe de Dublin au début de l'année 2013,
le 28 avril, il remporte pour la première fois de sa carrière la National Football League, Dublin s'impose ce jour-là face à Tyrone sur le score de 0-18 à 0-17.
Cluxton a connu à ce jour 50 sélections en championship avec Dublin, et a conservé sa cage inviolée à 31 reprises.
Le 22 septembre 2013, il remporte avec Dublin sa 2e Sam Maguire Cup face à Mayo (2-12/1-14), sa première en tant que capitaine.

## Vie privée
Stephen Cluxton est l'une des personnalités les plus secrètes du monde du football gaélique en Irlande, ne s'exprimant que très rarement dans les médias.
Il est professeur de sciences au collège St Vincents CBS dans le quartier de Glasnevin à Dublin, il fait également partie de l'encadrement de l'équipe de football du collège.

## Palmarès
Collectif
- All-Ireland Senior Football Championship
  - Vainqueur (4): 2011, 2013, 2015, 2016
- Leinster Senior Football Championship:
  - Vainqueur (13): 2002, 2005, 2006, 2007, 2008, 2009, 2011, 2012, 2013, 2014, 2015, 2016, 2017
- Ligue Nationale de Football (Div 1):
  - Vainqueur (4): 2013, 2014, 2015, 2016

Individuel
- GAA GPA All Stars Awards (7)
  - (2002, 2006, 2007, 2011, 2013, 2019, 2023)